# Isaak Jakob Schmidt

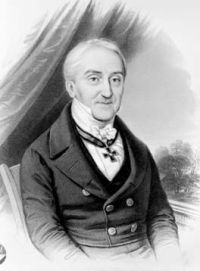
Isaak Jakob Schmidt.

Isaak Jakob Schmidt, född den 14 oktober 1779 i Amsterdam, död den 27 augusti 1847 i Sankt Petersburg, var en tysk-rysk språkforskare och orientalist.
Schmidt var grundlig kännare särskilt av de mongoliska och tibetanska språken, rörande vilka han, utom grammatikor och ordböcker, skrev flera banbrytande avhandlingar i Petersburgakademiens skrifter.